# Gorgoniceps boltonii
Gorgoniceps boltonii är en svampart som först beskrevs av William Phillips, och fick sitt nu gällande namn av Dennis 1971. Gorgoniceps boltonii ingår i släktet Gorgoniceps och familjen Helotiaceae.   Inga underarter finns listade i Catalogue of Life.